# Kuninova, Petropavlivka
Kuninova (în ucraineană Кунінова) este un sat în comuna Zaporijjea din raionul Petropavlivka, regiunea Dnipropetrovsk, Ucraina.

## Demografie
Componența lingvistică a localității Kuninova
     Ucraineană (84,72%)
     Rusă (15,28%)
Conform recensământului din 2001, majoritatea populației localității Kuninova era vorbitoare de ucraineană (84,72%), existând în minoritate și vorbitori de rusă (15,28%).